# Tony Award

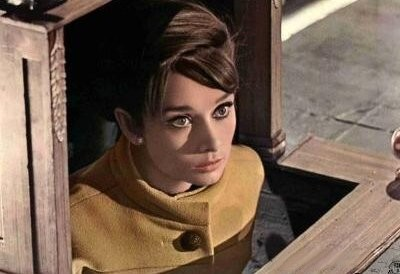
Audrey Hepburn kreeg in 1968 een Special Tony Award.

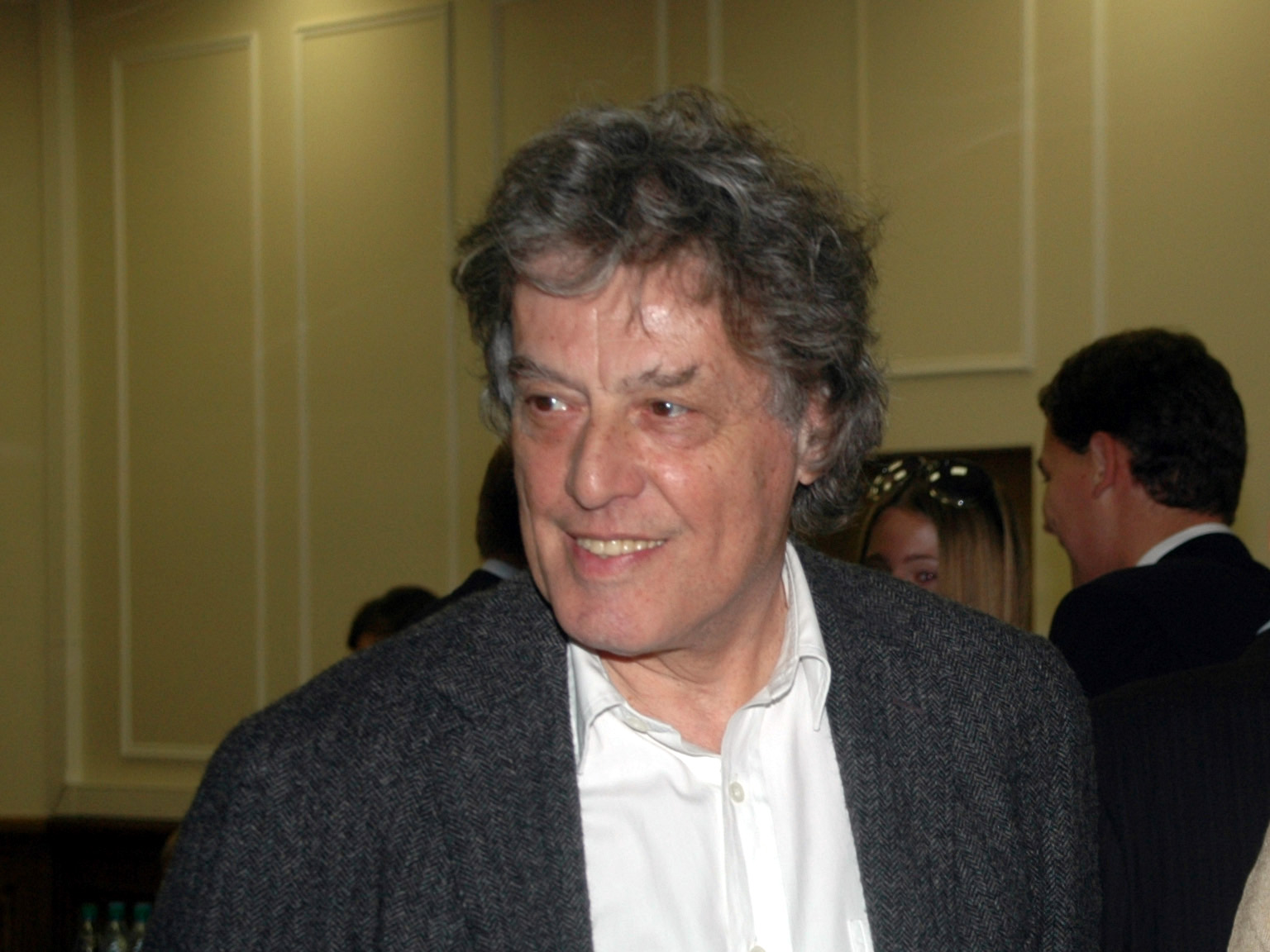
Tom Stoppard won de Tony voor beste toneelstuk in 2007 met The Coast of Utopia.

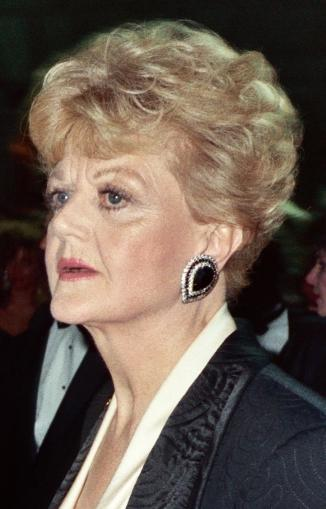
Angela Lansbury won viermaal de prijs voor beste vrouwelijke hoofdrol in een musical (1966, 1969, 1975 en 1979).

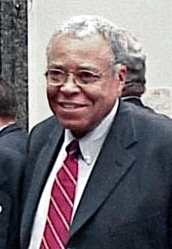
James Earl Jones won tweemaal de prijs voor beste mannelijke hoofdrol in een toneelstuk (1969 en 1987).

De Antoinette Perry Awards for Excellence in Theatre, beter bekend als de Tony Awards (vernoemd naar de actrice Mary Antoinette "Tony" Perry), zijn theaterprijzen die worden toegekend door de American Theatre Wing en The Broadway League tijdens een jaarlijkse ceremonie in New York. De prijzen zijn voor theaterproducties en acteurs op Broadway. Naast deze hoofdprijzen zijn er ook de niet-competitieve Special Tony Awards, de Regional Theatre Tony Award en de Tony Honors for Excellence in the Theatre.
De regels voor de Tony Awards staan in een officieel document, de "Rules and Regulations of The American Theatre Wing's Tony Awards", die per seizoen worden opgesteld.
De Tony Awards werden de laatste decennia het vaakst uitgereikt in de Radio City Music Hall in New York.

## Categorieën
Momenteel zijn er 27 categorieën, plus meerdere bijzondere awards. In 1947 begonnen de Tony Awards met 11 prijzen, waarna de namen en het aantal in de loop der jaren veranderd is. Een compleet overzicht van de geschiedenis van de prijzen werd in 2005 gepubliceerd. Een recent overzicht:
- Best Play (Beste toneelstuk)
- Best Musical (Beste musical)
- Best Book of a Musical (Beste libretto)
- Best Original Score (Beste originele muziek)
- Best Revival of a Play (Beste al eerder opgevoerde toneelstuk)
- Best Revival of a Musical (Beste al eerder opgevoerde musical)
- Best Performance by a Leading Actor in a Play (Beste mannelijke hoofdrol in een toneelsuk)
- Best Performance by a Leading Actress in a Play (Beste vrouwelijke hoofdrol in een toneelstuk)
- Best Performance by a Leading Actor in a Musical (Beste mannelijke hoofdrol in een musical)
- Best Performance by a Leading Actress in a Musical (Beste vrouwelijke hoofdrol in een musical)
- Best Performance by a Featured Actor in a Play (Beste mannelijke bijrol in een toneelstuk)
- Best Performance by a Featured Actress in a Play (Beste vrouwelijke bijrol in een toneelstuk)
- Best Performance by a Featured Actor in a Musical (Beste mannelijke bijrol in een musical)
- Best Performance by a Featured Actress in a Musical (Beste vrouwelijke bijrol in een musical)
- Best Direction of a Play (Beste regie van een toneelstuk)
- Best Direction of a Musical (Beste regie van een musical)
- Best Choreography (Beste choreografie)
- Best Orchestrations (Beste orkestratie)
- Best Scenic Design of a Play (Beste set voor een toneelstuk)
- Best Scenic Design of a Musical (Beste set voor een musical)
- Best Costume Design of a Play (Beste kostuums voor een toneelstuk)
- Best Costume Design of a Musical (Beste kostuums voor een musical)
- Best Lighting Design of a Play (Beste belichting voor een toneelstuk)
- Best Lighting Design of a Musical (Beste belichting voor een musical)
- Best Sound Design of a Play (Beste geluid voor een toneelstuk - nieuw in 2008)
- Best Sound Design of a Musical (Beste geluid voor een musical - nieuw in 2008)
- Best Special Theatrical Event (Beste bijzondere theaterevenement)

Bijzondere categorieën:
- Regional Theatre Tony Award (Regionaal theater)
- Special Tony Award (Speciale Tony Award)
  - inclusief Lifetime Achievement Award
- Tony Honors for Excellence in Theatre (Ereprijs voor een buitengewone theaterprestatie)

Afgeschafte prijzen:
- Best Conductor and Musical Director (Beste dirigent en musicalregisseur)
- Tony Award for Best Revival (Beste al eerder opgevoerde stuk, vervangen door afzonderlijke prijzen voor musicals en toneelstukken)
- Tony Award for Best Stage Technician (Beste toneeltechnicus)